# Bereza Kartuska (stacja kolejowa)
Bereza Kartuska (biał. Бяроза-Картузская, ros. Берёза-Картузская) – stacja kolejowa w miejscowości Pierszamajska, w rejonie bereskim, w obwodzie brzeskim, na Białorusi. Leży na linii Moskwa – Mińsk – Brześć.
Nazwa pochodzi od pobliskiego miasta Bereza (dawniej Bereza Kartuska). Mimo iż samo miasto w 1945 straciło z nazwy przymiotnik Kartuska, stacja kolejowa zachowała dawną nazwę.

## Historia
Stacja powstała w XIX w. na drodze żelaznej moskiewsko-brzeskiej pomiędzy stacjami Kosowo i Liniewo. Początkowo nosiła nazwę Bereza, następnie Pogodino.